# Zatîșne, Kreminna
Zatîșne (în ucraineană Затишне) este un sat în comuna Varvarivka din raionul Kreminna, regiunea Luhansk, Ucraina.

## Demografie
Componența lingvistică a localității Zatîșne
     Ucraineană (88,66%)
     Rusă (11,34%)
Conform recensământului din 2001, majoritatea populației localității Zatîșne era vorbitoare de ucraineană (88,66%), existând în minoritate și vorbitori de rusă (11,34%).